# Le Bateau de Thésée (manga)
Pour le concept philosophique, voir Bateau de Thésée.
Le Bateau de Thésée (テセウスの船, Teseusu no fune) est un seinen manga de Toshiya Higashimoto, prépublié dans le magazine Morning entre juin 2017 et juin 2019 et publié par l'éditeur Kōdansha en un total de dix volumes reliés. La version française est éditée par Dupuis dans la collection Vega en dix tomes.
Le manga est en partie fondé sur le concept philosophique du Bateau de Thésée.
Le manga est adapté en une série télévisée de dix épisodes diffusés au Japon entre janvier 2020 et mars 2020.

## Synopsis
Shin Takamura est un veuf qui élève seul sa fille dont il se dispute la garde avec ses beaux-parents. Il porte un lourd héritage depuis la mort par empoisonnement de 21 personnes à l'école d'Oto Usu le 24 juin 1989. Son père, Bungo Sano, a été condamné à mort pour cette tuerie, sans que personne semble douter de sa culpabilité. En 2017, moment où commence l'action du manga, il est toujours en prison en attente de son exécution. Shin Takamura se rend au village d'Oto Usu, aujourd'hui abandonné. En faisant un  pèlerinage sur les lieux du drame, un épais brouillard l'enveloppe et lorsqu'il en ressort, il se trouve en janvier 1989, quelques mois avant sa propre naissance. Il décide alors d'enquêter sur ce qu'il se passera le 24 juin et se demande s'il peut changer l'avenir en empêchant cette tuerie de masse.

## Personnages
Shin Tamura
Le fils de Bungo Sano, un policier arrêté il y a 28 ans dans une affaire d’empoisonnement aveugle dans une école primaire d’Hokkaido. Croyant aux fausses accusations contre son père, qui est condamné à mort mais plaide toujours non coupable, il enquête sur l’affaire.
Yuki Tamura
Épouse de Shin Tamura, elle connait l'identité du père de ce dernier et elle enquête sur les circonstances exactes du drame de l'école d'Oto Usu. Elle vient d'une famille aisée et travaille en tant que professeur.
Bungo Sano
Un ancien policier a été arrêté en tant que suspect dans l’empoisonnement aveugle d’une école primaire à Hokkaido il y a 28 ans. Il a été condamné à mort et est actuellement en prison, mais a toujours plaidé non coupable.
Kazuko Tamura
Mère Shin Tamura. Épouse de Bungo Sano. Elle vit dans l'éternelle culpabilité des actes pour lesquels son mari a été inculpé.
Ai Murata / Suzu Tamura
Sœur de Shin Tamura.
Shingo Tamura
Frère de Shin Tamura.
Kiko Sasaki
Employée à l'usine Kimura de galvanoplastie.
Tsubasa Hasegawa
Fiancé de Kiko Sasaki.
Mikio Kato
Camarade de classe de Suzu Tamura.
Satsuki Kamura
Enseignante à l'école de Oto Usu.

## Manga

### Liste des volumes
| no | Japonais          | Japonais          | Français          | Français          |
| no | Date de sortie    | ISBN              | Date de sortie    | ISBN              |
| -- | ----------------- | ----------------- | ----------------- | ----------------- |
| 1  | 22 septembre 2017 | 978-4-06-510310-4 | 14 mars 2019      | 978-2-379-50011-4 |
| 2  | 20 décembre 2017  | 978-4-06-510677-8 | 11 avril 2019     | 978-2-379-50016-9 |
| 3  | 23 mars 2018      | 978-4-06-511105-5 | 13 juin 2019      | 978-2-379-50023-7 |
| 4  | 22 juin 2018      | 978-4-06-511691-3 | 12 septembre 2019 | 978-2-379-50028-2 |
| 5  | 21 septembre 2018 | 978-4-06-512881-7 | 16 janvier 2020   | 978-2-379-50037-4 |
| 6  | 21 décembre 2018  | 978-4-06-513974-5 | 5 mars 2021       | 978-2-379-50045-9 |
| 7  | 22 mars 2019      | 978-4-06-514962-1 | 7 mai 2021        | 978-2-379-50080-0 |
| 8  | 21 juin 2019      | 978-4-06-516292-7 | 2 juillet 2021    | 978-2-379-50081-7 |
| 9  | 22 novembre 2019  | 978-4-06-517756-3 | 17 septembre 2021 | 978-2-379-50082-4 |
| 10 | 23 décembre 2019  | 978-4-06-517758-7 | 5 novembre 2021   | 978-2-379-50083-1 |

## Prix et distinctions
Le manga est nommé à deux reprises en sélection du Festival international de la bande dessinée d'Angoulême, le tome 4 lors du Festival d'Angoulême 2020 et le tome 10 lors du Festival d'Angoulême 2022.

## Adaptation télévisée
Le manga est adapté en une série télévisée de 10 épisodes diffusés dans le programme « Sunday Theatre » de TBS entre le 19 janvier 2020 et le 22 mars 2020, avec Ryoma Takeuchi (en) dans le rôle principal.
Un épisode spécial intitulé Teseusu no fune kanzen netabare! Han'nin no nikki dai kōkai (テセウスの船 完全ネタバレ!犯人の日記大公開) est diffusé sur le service de streaming Paravi après la fin de la série.